# Домашняя печь

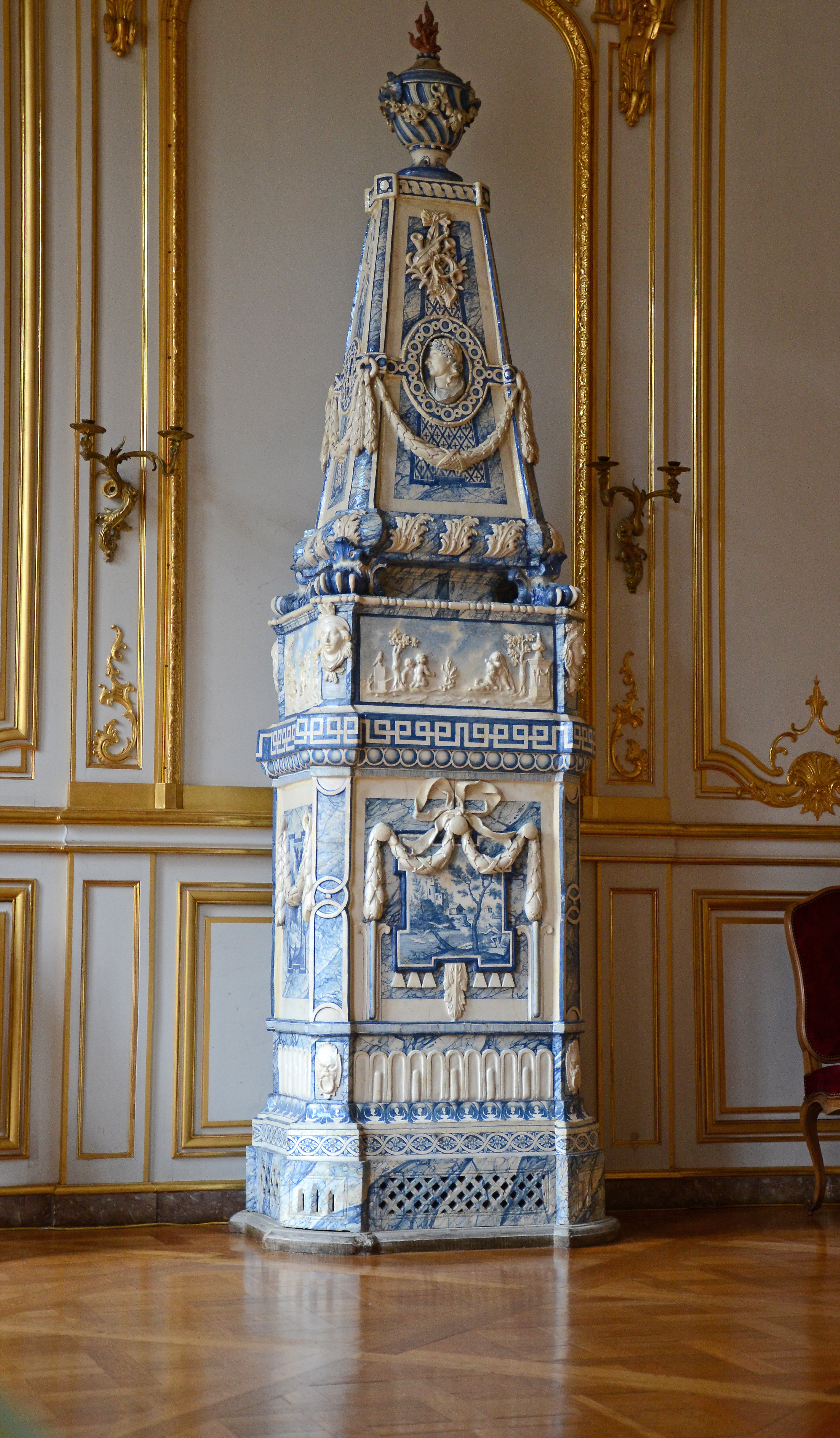
Неоклассическая печь 18-го века во Дворец Рогана (Страсбург, Франция)

Дома́шняя печь — металлическое или каменное устройство, в котором сжигают органическое топливо (дрова, торф или уголь) для бытовых целей — отопления и приготовления пищи. Разогретая печь быстро нагревает помещение, а затем длительное время обогревает его без дополнительного подкладывания топлива.

## Угольные печи
Угольные печи встречаются самых разных конструкций. Уголь горит при гораздо более высокой температуре, чем древесина. Таким образом, угольные печи должны быть сконструированы так, чтобы выдерживать сильный нагрев. В отличие от дровяной печи, не оснащённой решётками, угольную печь можно топить либо дровами, либо углем (решётки в угольных печах могут быть съёмными). Угольные печи оснащены решёткой, которая позволяет направлять часть воздуха, необходимого для горения, снизу (под огонь). Доля воздуха, распределяемого над и под огнём зависит от типа угля. Бурые угли и лигниты в процессе нагрева выделяют больше горючих газов, чем антрацит и поэтому для более полного сгорания необходимо больше воздуха над огнём. Соотношение воздуха над и под огнём необходимо тщательно отрегулировать, чтобы обеспечить полное сгорание. При одинаковом объёме уголь даёт больше тепла, чем то же количество древесины, тем не менее угольные печи в ряде случаев были заброшены из-за создаваемых ими экологических проблем.

## Материалы

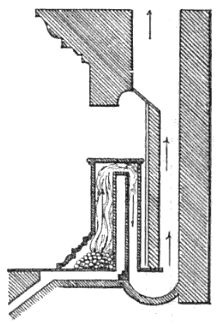
Печь Франклина (объяснение в тексте)

Одной из разновидностей очага стал камин (от лат. caminus — открытый очаг) — сложенная у стены домашняя печь с широкой открытой топкой и прямым дымоходом. Тепловой эффект камина в значительной степени обусловлен излучением тепла, нагревающим окружающие камин объекты, которые в свою очередь передают часть этого тепла воздуху. Меньше всего отдаёт тепла открытый камин. Усовершенствованные камины со встроенной закрытой топкой способны отдавать тепло, которого достаточно для обогрева небольшого дома. Современные камины используют различные источники тепловой энергии: дрова, уголь, газ, биотопливо, пеллеты, электричество (электрокамины). Некоторые камины оборудованы вентилятором, который предназначен для усиления передачи части тепла камина воздуху конвекцией, в результате чего отапливаемое помещение прогревается равномернее. С эстетической точки зрения электрокамины не рекомендуют размещать напротив окон, светильников и так далее, ибо направленные световые лучи понижают степень восприятия зрительного эффекта.
Будучи человеком бережливым, Бенджамин Франклин обратил внимание на то, что в существовавших в то время каминах с трубой по внешней стене дома бо́льшая часть тепла бесполезно теряется в трубе. В 1741 году он изобрёл экономичную печь, стенки которой выполнены из чугуна, обладающего высокой теплопроводностью. Такая печь одновременно была и котлом (топка — камера, где сжигалось топливо), и радиатором (стенки печи, излучающие тепло нагревали воздух в помещении). Холодный воздух для горения забирается снаружи помещения и подводится к перегородке (дефлектору) через канал в полу. Низкая температура наружного воздуха приводит к усилению тяги и более эффективному сжиганию топлива, без потребления для этого согретого воздуха помещения. Дым выходит через U-образный отвод в полу. Таким образом, ему удалось уменьшить потери тепла, расход топлива и размеры печи.
Кирпичные печи разрабатывались с возможностью регулирования расхода воздуха при горении. Кладка топки обеспечивала практически полное сгорание при сжигании различных видов топлива без ограничения притока воздуха. Максимальное использование температуры горячих газов способствовало излучению тепла в течение длительного периода времени без необходимости постоянной топки, при этом температура каменной поверхности печи оставалась безопасной для прикосновения.
В странах Европы изразцы применялись для облицовки стен, полов и дорожек начиная с VIII века, однако наиболее широкое распространение они получили лишь в XV—XVII веках. В Германии, Голландии, Швейцарии, Польше, Венгрии встречалось огромное разнообразие форм и орнаментов изразцов и богатых изразцовых печей, выполненных в соперничающих цехах.
Формы русских изразцовых печей развивались в русле западных влияний.

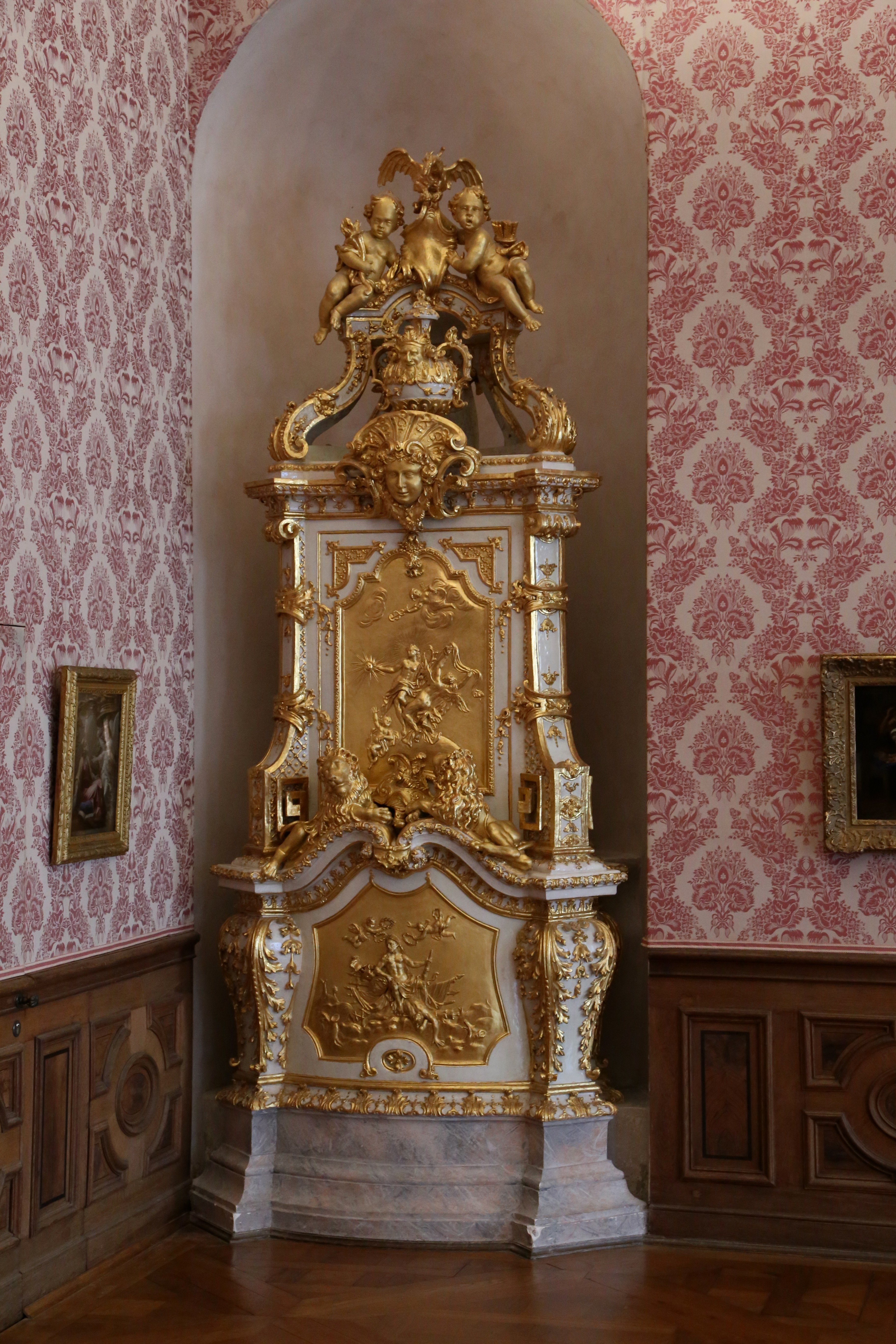
Барочная печь в Neues Schloss Schleißheim (Германия)
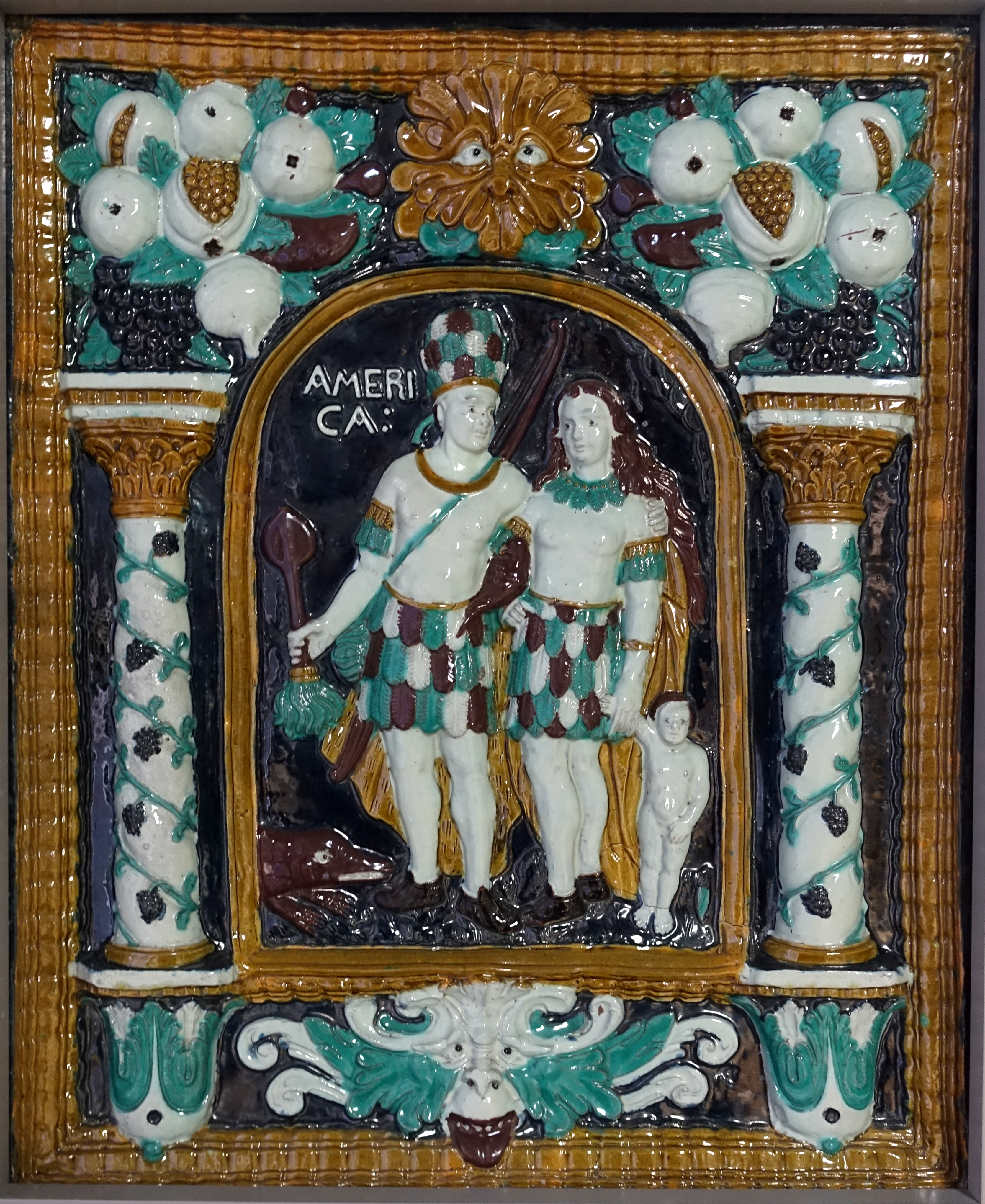
Кафельная плитка с персонификацией Америки, из Южной Германии, ок.  1650-1700, керамическая и полихромная глазурь, в Германский национальный музей (Нюрнберг, Германия)
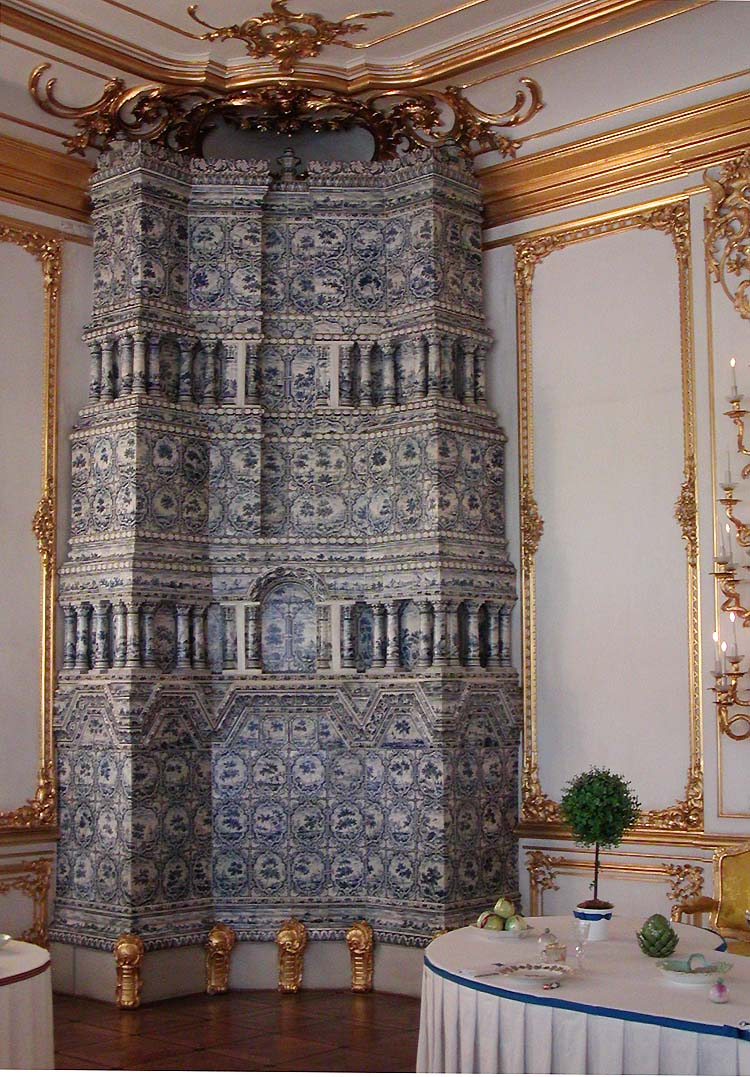
Печь с изразцами в обеденном зале Большого Екатерининского дворца (Санкт-Петербург)
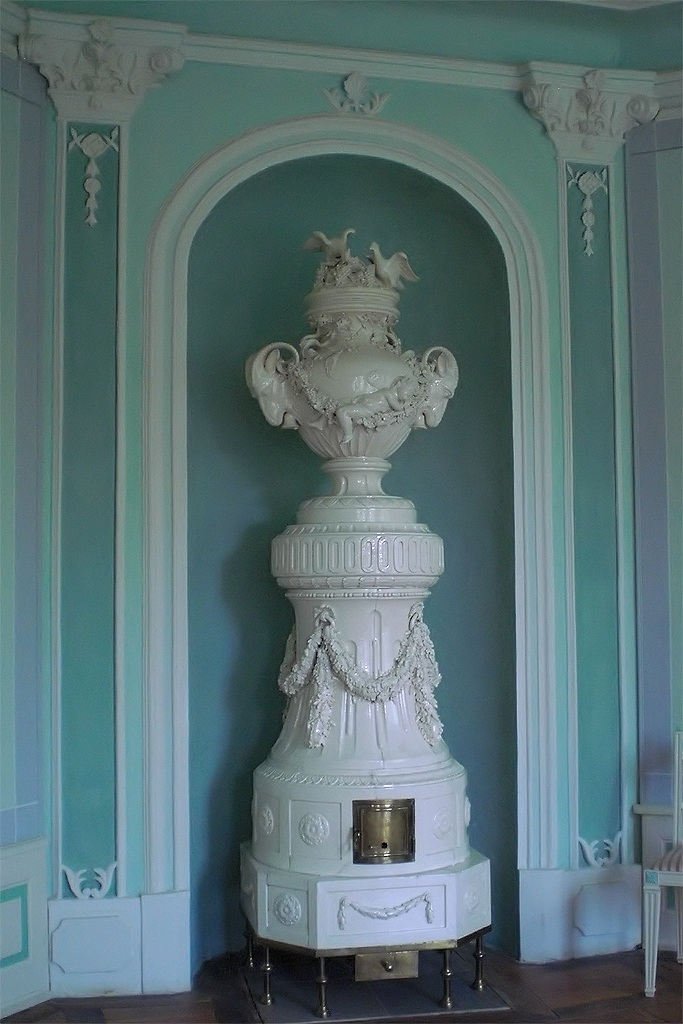
Неоклассическая керамическая глазурованная печь, начало 19 века, в Schloss Wolfshagen (Пригниц, Германия)
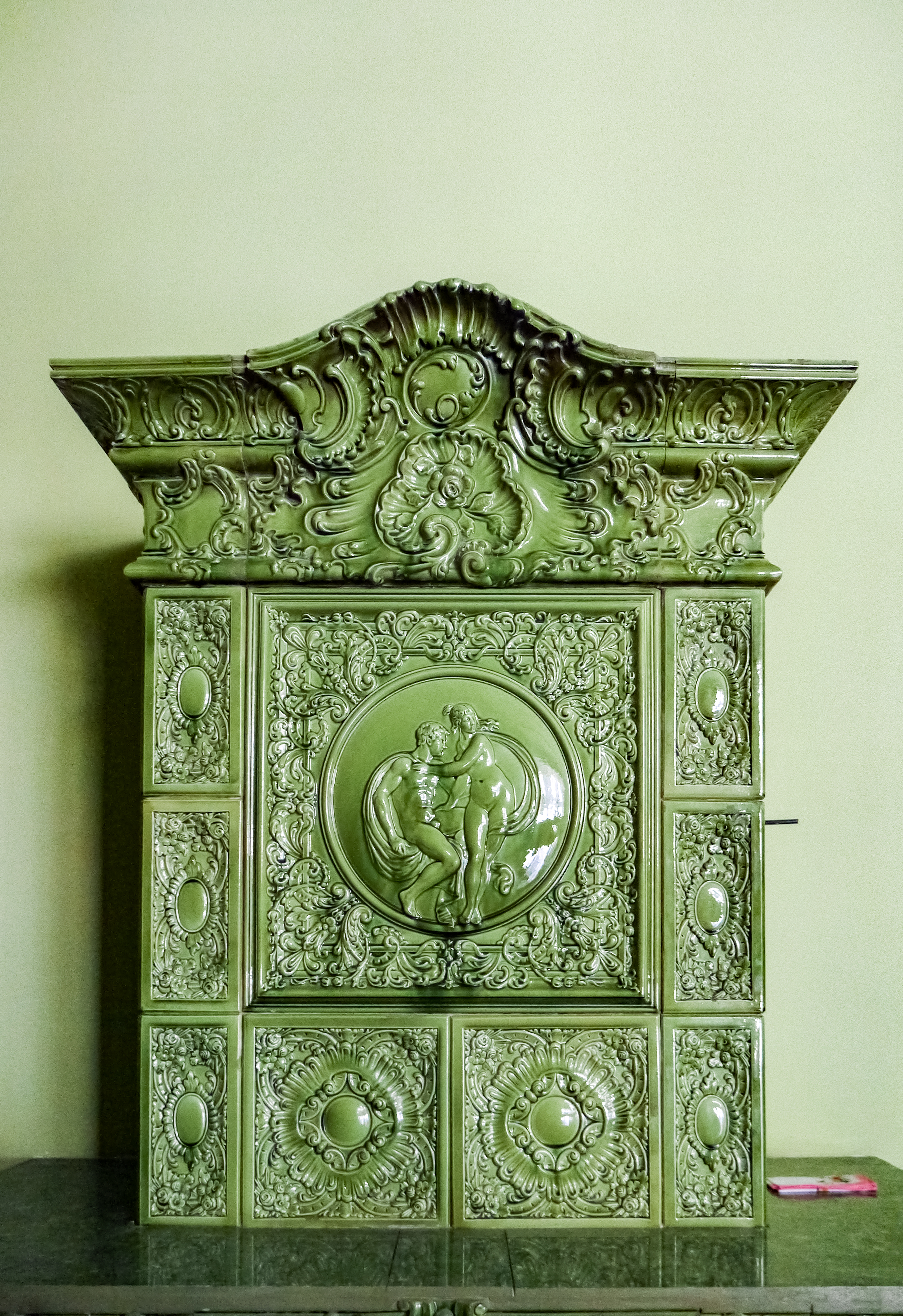
Глазурованная керамическая печь неорококо во Львове (Украина)
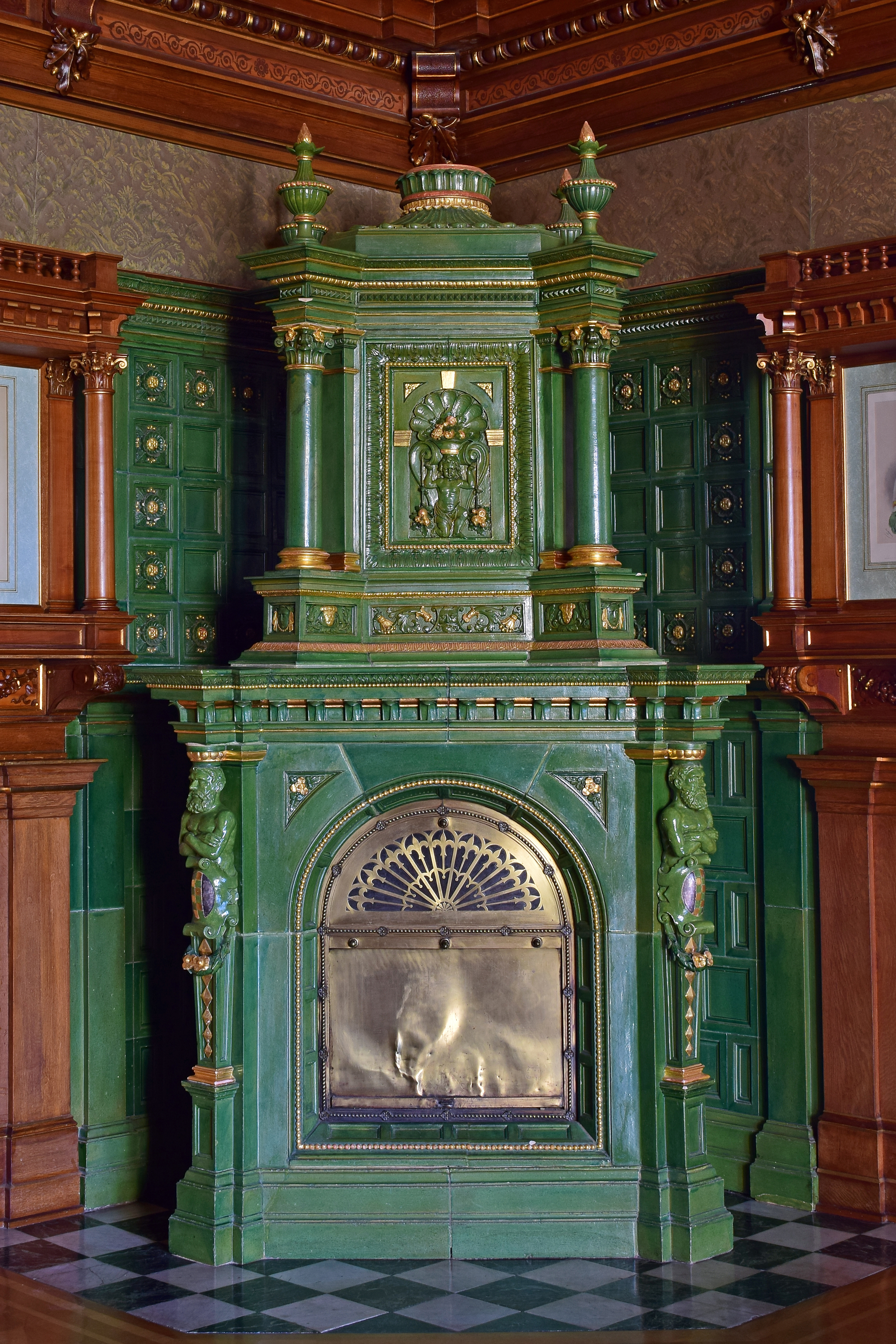
Кафельная печь в Schloss Grafenegg (Австрия), украшенная ренессансными орнаментами
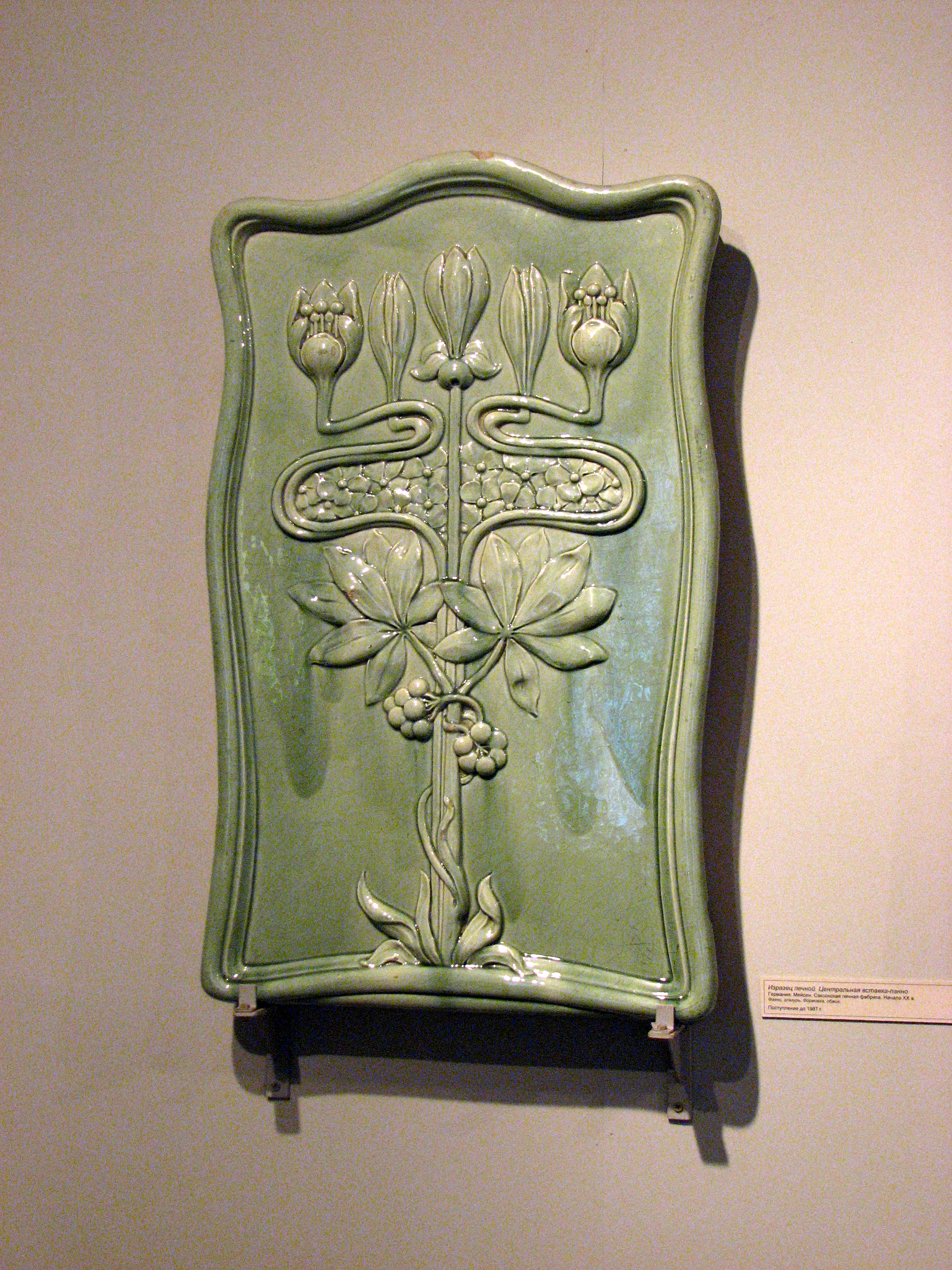
Плитка в стиле модерн, здесь на российской выставке под названием «Старый Петербург»
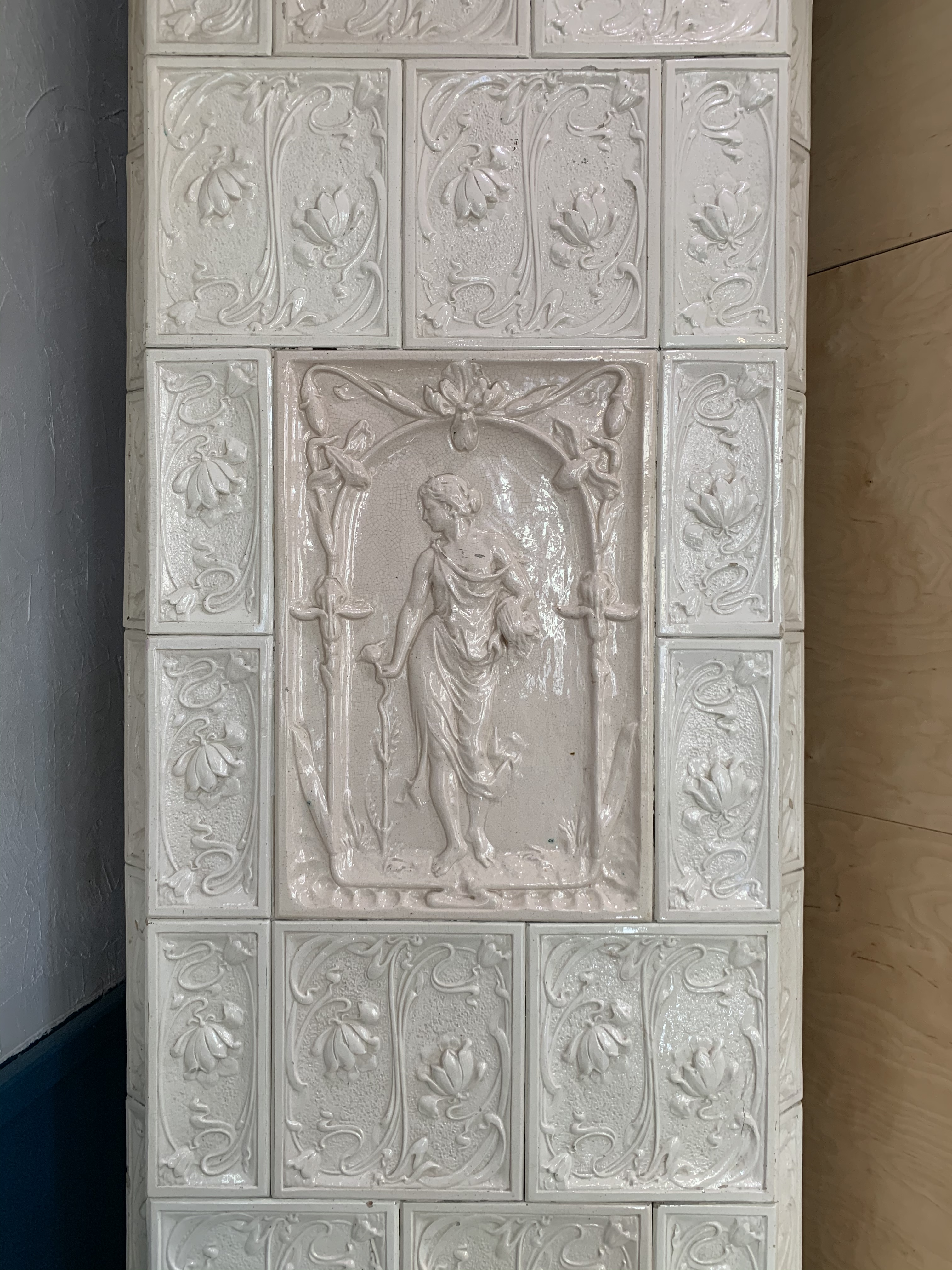
Часть печи в стиле модерн в доме из Бухарест (Румыния)

## Современная конструкция домашних печей

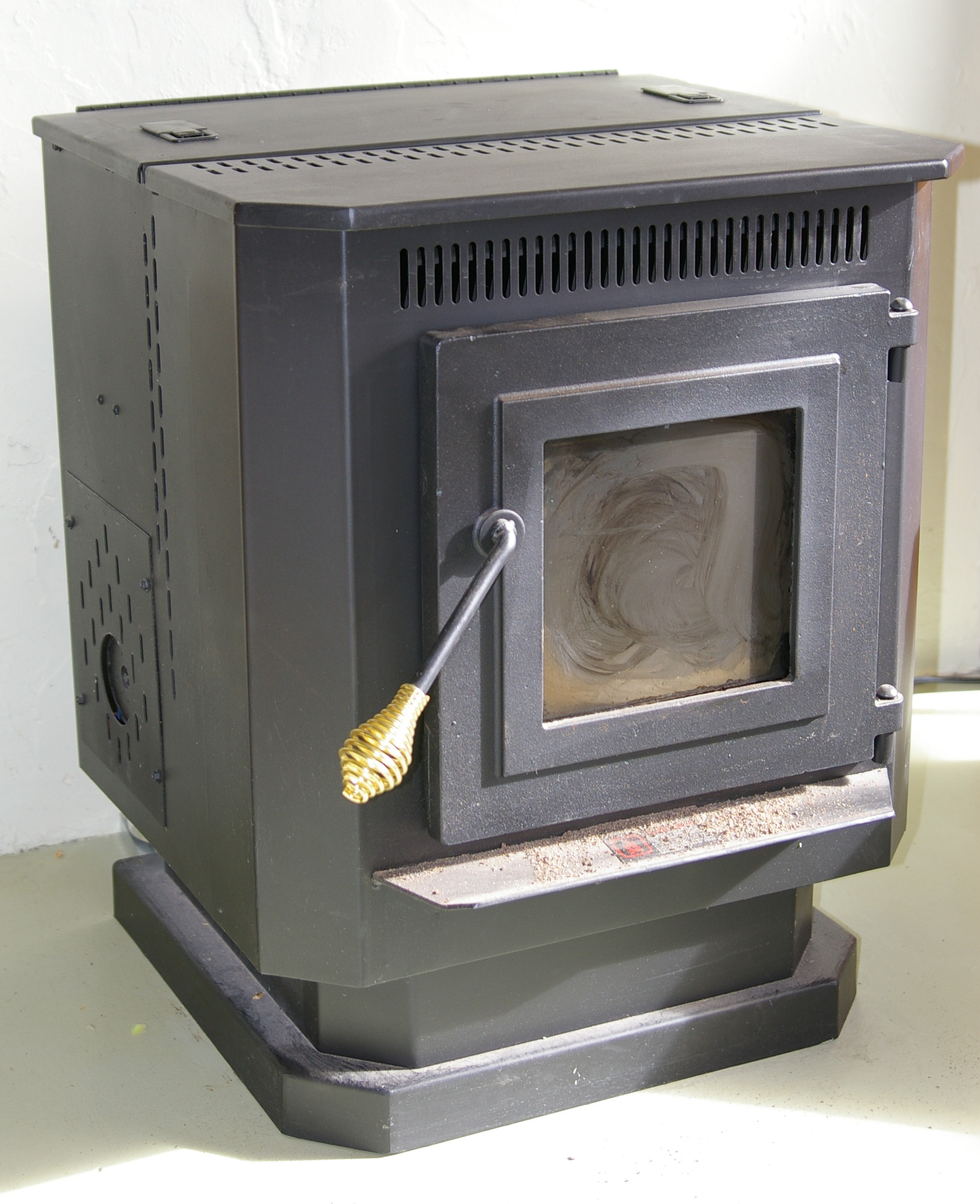
Бытовой пеллетный камин.

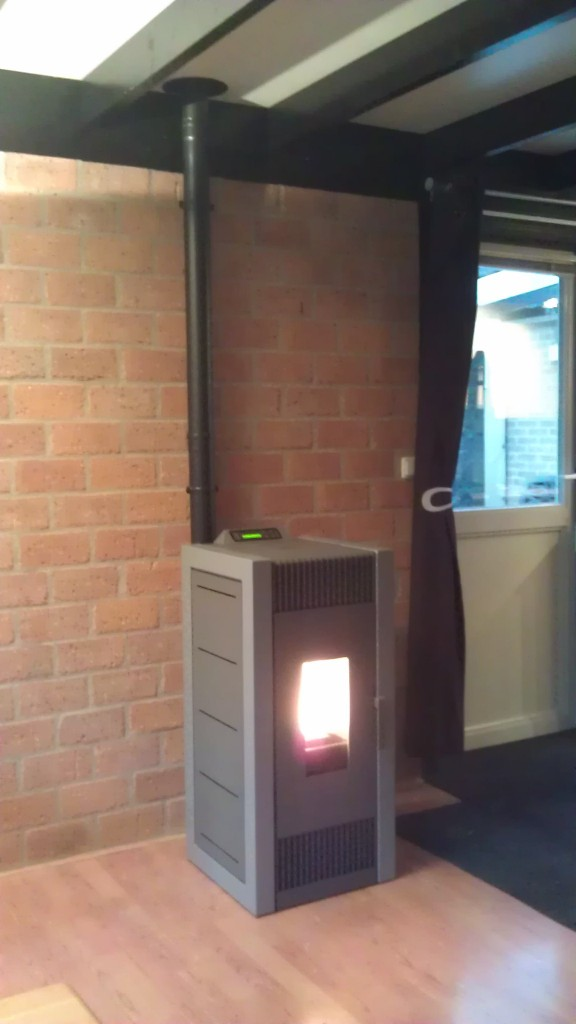
Пеллетная печь

Наибольший прогресс в инновациях для печей сжигающих биомассу, в частности дровяных печей, наблюдается во многих странах с наибольшей численностью населения. Разработка новых конструкций домашних печей направлена на решение фундаментальной проблемы неэффективного потребления значительного количества топлива с относительно небольшой теплоотдачей наряду со значительным загрязнением окружающей среды большим количеством образующихся в процессе горения газов. Кроме того, Всемирная организация здравоохранения зафиксировала значительное число смертей, вызванных угарным газом работающих домашних печей. Повышение эффективности домашних печей позволяет пользователям тратить меньше средств и времени на покупку или сбор дров или других видов топлива, снижает заболеваемость болезнями лёгких, связанных с длительным пребыванием в задымлённой атмосфере дома, а также способствует сокращению вырубки лесов и загрязнения окружающей среды.
Пеллетный котёл являются одним из видов домашней печи на биотопливе. Данный вид отопительного котла в качестве топлива использует древесные топливные гранулы (пеллеты), спрессованные на специальном прессе (грануляторе) из древесных стружек, древесных опилок и прочих отходов деревообрабатывающей промышленности. В процессе горения топливные гранулы выделяют больше тепла но и образуют больше золы. Домашние печи данного вида отличаются высокой эффективностью, им практически не требуется дымоход (для отвода дымовых газов достаточно небольшой трубы диаметром 102 мм (четыре дюйма), которую можно вывести через наружную стену жилища) и поэтому могут располагаться практически в любой комнате дома. Пеллетные котлы — относительно новый вид отопительного оборудования, быстро ставший популярным в Европе благодаря целому ряду преимуществ: независимости от центральных источников и, следовательно, тарифных ставок, экологической чистоте, максимальной автоматизации и безусловной экономичности. Пеллетные котлы обладают высоким КПД: 85—95 %.